# Кьотлиц (ледник)
Ледникът Кьотлиц (на английски: Koettlitz Glacier) е долинен ледник в Източна Антарктида, Бряг Хилари, на Земя Виктория с дължина близо 90 km. Води началото си в района ва връх Кок (2438 m, 78°31′ ю. ш. 162°30′ и. д. / 78.516667° ю. ш. 162.5° и. д.) и „тече“ на североизток и север между планината Роял Сосиети на запад и върховете Морнинг (2712 m) и Дискавъри (2692 m) на изток, части от Трансантарктическите планини. „Влива“ се в от юг в залива Макмърдо, западно от полуостров Браун.
Ледникът Кьотлиц е открит и топографски заснет от участниците в британската антарктическа експедиция (1901 – 04), възглавявана от Робърт Скот и е наименуван от него в чест на Реджиналд Кьотлиц (1860 – 1916), лекар на експедицията.